# KEIKEI
KEIKEI（KK, 케이케이〈ケイケイ〉、本名：キム・ギュワン、1983年10月11日 - ）は、大韓民国のヒップホップミュージシャンである。

## 来歴
小学校の時、中耳炎により左聴覚を失い「ヒップホップ界のベートーヴェン」というニックネームがついた。デビュー後はSniper SoundとBuddha Babyに所属して活動したが、現在は月と星ミュージックというレーベルに所属している。速射砲（속사포〈ソクサポ〉）と呼ばれる高速ラップが持ち味で、Outsiderに匹敵するとも言われている。

## ディスコグラフィー
- 2011年9月2日、デジタルシングル「Return」
- 2012年8月9日、アルバム「Stand By」
- 2012年9月17日、デジタルシングル「別れに行く道」
- 2013年2月8日、アルバム「Variety Show」
- 2013年4月30日、デジタルシングル「99ºC」
- 2013年9月13日、デジタルアルバム「速射砲」
- 2013年11月21日、デジタルシングル「俺は伝説だ」
- 2014年2月12日、デジタルシングル「突きつけ（Bounce !!!）」
- 2014年4月23日、デジタルシングル「Man Up 」
- 2014年10月6日、デジタルアルバム「ヒーリングタイム」